# Gutenbergia fruticosa
Gutenbergia fruticosa là một loài thực vật có hoa trong họ Cúc. Loài này được (O.Hoffm.) C.Jeffrey mô tả khoa học đầu tiên năm 1988.